# Блатен чернодробен мъх
Блатен чернодробен мъх (Riccia fluitans) е вид плаващо водно растение от групата на чернодробните мъхове. Използва се в акваристиката за декоративни цели и като убежище за малки рибки. То расте почти по цялата земя, в стоящи и бавнотечащи водоеми. Размножава се чрез делене на разклоненията.